# Daimler-Benz

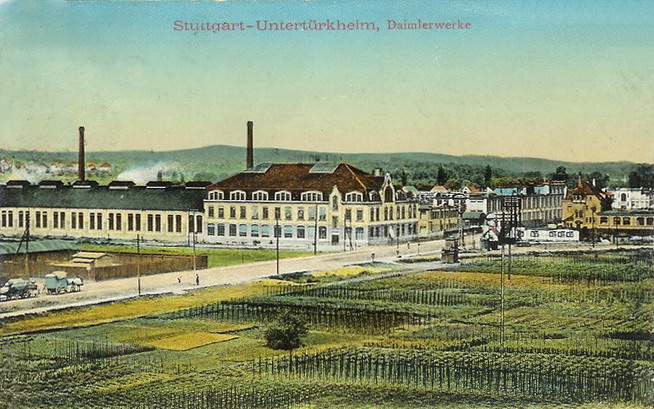
DMG - planta en Untertürkheim, 1911

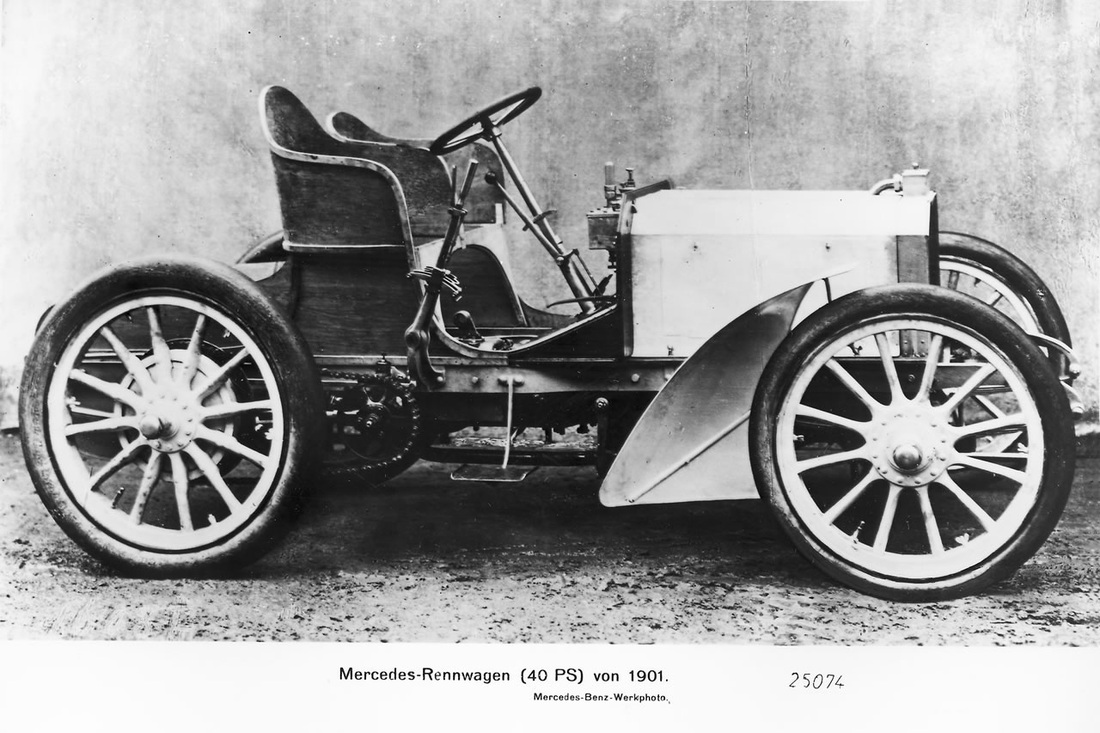
El revolucionario Mercedes 35 CV diseñado por Wilhelm Maybach según las especificaciones de Emil Jellinek

Daimler-Benz AG fue un fabricante de automóviles y motores de vehículos fundado en 1926. Hicieron sus primeros automóviles en 1886, siendo estos los primeros en ser construidos en el mundo, y de algún modo haciendo de Daimler y Benz los «padres del automóvil».
Ambas compañías manufacturaron sus automóviles y marcas de motores de combustión interna hasta el 28 de junio de 1925, cuando Benz & Cie y Daimler Motoren Gesellschaft formalmente se fusionaron, transformándose en Daimler-Benz AG y acordaron que a partir de ese momento, todas las fábricas usarían la marca-nombre de Mercedes-Benz en sus futuros automóviles. La inclusión del nombre Mercedes en la nueva marca hacía honor a la serie de modelos más importante de DMG, la serie Mercedes, que fue diseñada y construida por Wilhelm Maybach. Estos recibieron su denominación en referencia de un motor de 1900 nombrado como la hija de Emil Jellinek, Mercédès Jellinek. Jellinek, uno de los directores de DMG en 1900, encargó una pequeña cantidad de automóviles de carreras construidos bajo sus especificaciones por Maybach, estipulando que el motor se debía llamar Daimler-Mercedes, e hizo el nuevo automóvil famoso en los deportes de motor. El vehículo fue luego conocido como el Mercedes 35 CV. El primero de una serie de modelos de producción portando el nombre Mercedes fue producido por DMG en 1902. Jellinek abandonó el grupo de directores en 1909.
Daimler-Benz empezó a conocerse más por su marca de automóviles Mercedes-Benz, aunque durante la Segunda Guerra Mundial también fabricó varios tipos de motores para aeronaves, tanques y submarinos. Así mismo, Daimler produjo armas de fuego, como el rifle Mauser. 
En 1998, Daimler-Benz AG compró la compañía fabricante de automóviles norteamericana Chrysler Corporation y formó DaimlerChrysler AG.  Posteriormente, el Grupo Chrysler se vendió a Cerberus Capital Management, que cambió su nombre a Chrysler LLC en agosto de 2007, lo que llevó al cambio de nombre a Daimler AG en apenas dos meses.